# سید محمود جلال
سید محمود جلال (انگلیسی: Sayed Mahmood Jalal؛ زادهٔ ۵ نوامبر ۱۹۸۰) بازیکن سابق و مربی فوتبال اهل بحرین است.
از باشگاه‌هایی که در آن بازی کرده‌است می‌توان به باشگاه ورزشی القطر، باشگاه ورزشی الخریطیات، باشگاه ورزشی السالمیه کویت، باشگاه ورزشی السیلیه، و باشگاه ورزشی المحرق اشاره کرد.
وی همچنین در تیم ملی فوتبال بحرین بازی کرده‌است.